# Schwechat
Schwechat là một đô thị thuộc huyện Wien-Umgebung trong bang Niederösterreich, Áo.

## Địa lý
Tên gọi Schwechat bắt nguồn từ con sông Schwechat, chảy qua trung tâm thành phố. Các đơn vị hành chính của thành phố, gọi là Katastralgemeinde (Cadastre), bao gồm Kledering, Mannswörth, Rannersdorf và Schwechat.

## Lịch sử
Là nơi đặt khu định cư Ala Nova của Đế quốc La Mã, thành phố lần đầu tiên được nhắc đến trong một văn bản vào năm 1334. 
Năm 1724, một nhà máy dệt được thành lập tại Schwechat. Thành phố hưởng lợi lớn từ làn sóng công nghiệp hóa của Áo thế kỷ 19, nhiều công ty thành lập vào thời điểm đó vẫn tồn tại (ví dụ Nhà máy bia Dreher, sáng lập năm 1796 bởi Franz Anton Dreher Trẻ). Schwechat trở thành thành phố vào năm 1924 và được sáp nhập vào Vienna năm 1938. Nhà máy lọc dầu của thành phố là mục tiêu ném bom trong Chiến dịch dầu mỏ trong Thế chiến II của phe Đồng Minh, với khu phức hợp sản xuất hàng không phía nam của hãng Heinkel (trụ sở chính ở Rostock-Schmarl là Heinkel-Nord, còn cơ sở tại Schwechat gọi là Heinkel-Süd) cũng bị tấn công từ cuối năm 1943 đến mùa xuân năm 1944.
Schwechat trở thành thành phố độc lập năm 1954. Từ năm 2017, thành phố thuộc Bruck an der Leitha District do Wien-Umgebung bị giải thể vào cuối năm 2016.

## Kinh tế

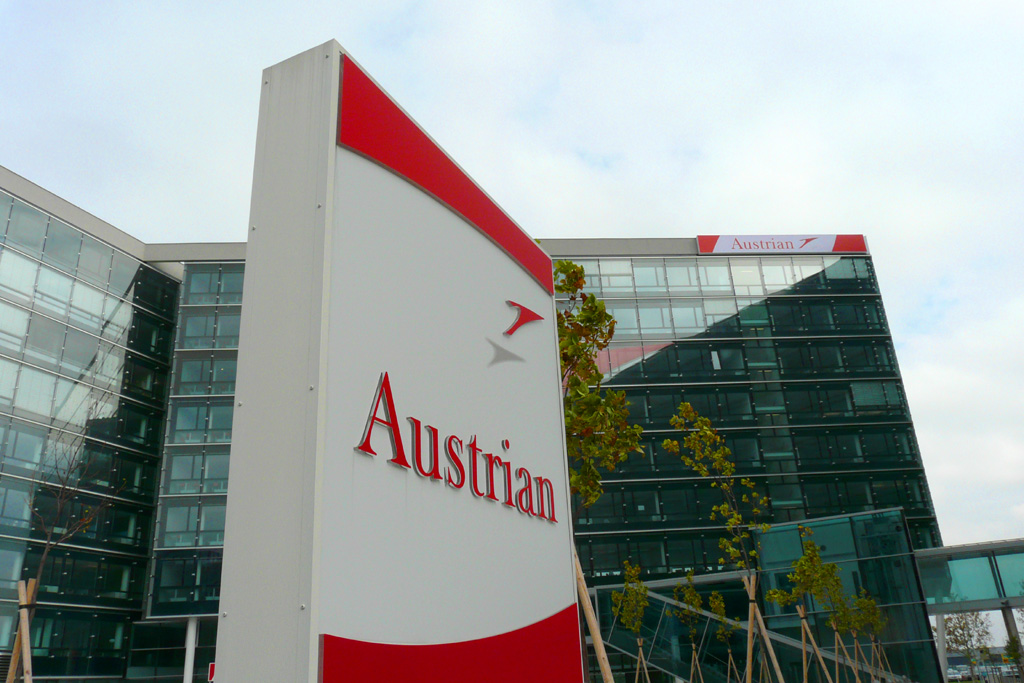
Tòa nhà Austrian Airlines

Sân bay quốc tế Vienna và trụ sở chính của Austrian Airlines đặt tại Schwechat.
Khi Lauda Air còn là hãng hàng không độc lập, trụ sở chính đặt tại Schwechat. Niki cũng đặt trụ sở tại Schwechat.

## Giáo dục
Các trường học bao gồm:
Trường tiểu học:
- Volksschule I & II
- Volksschule Mannswörth
- Volksschule Rannersdorf

Trung học:
- Allgemeine Sonderschule Schwechat
- Bundesgymnasium & Bundesrealgymnasium Schwechat
- Neue Mittelschule Schwechat Frauenfeld
- Neue Sport- & Sprach-Mittelschule Schwechat - Schmidgasse

## Nhân vật đáng chú ý

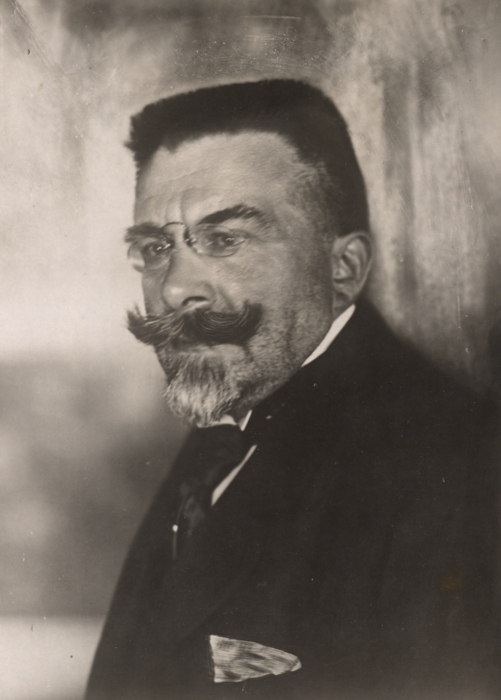
Ernst Seidler von Feuchtenegg, 1918

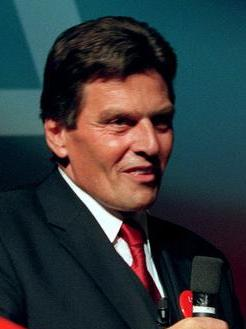
Viktor Klima, 2008

- Joseph Leopold Eybler (1765–1846), nhà soạn nhạc và Kapellmeister
- Ernst Ritter von Hartung (1808–1879), tướng pháo binh Áo và nhà lý luận quân sự
- Anton Dreher (cha) (1810–1863), nhà sản xuất bia, người phát minh Schwechater Lagerbier
- Anton Träg (1819–1860), nghệ sĩ cello và nhà soạn nhạc Áo
- Anton Schrödl (1820–1906), họa sĩ Áo chuyên vẽ động vật và tranh thể loại
- Rudolf Hausleithner (1840–1918), họa sĩ
- Ernst Seidler von Feuchtenegg (1862–1931), luật gia, Thủ tướng Cisleithania 1917/18
- Poldi Gersa (1874 – sau 1902), nữ ca sĩ soprano và diễn viên sân khấu Áo
- Leopold Weinhofer (1879–1947), chính trị gia (SDAP), Thị trưởng
- Alfred Horn (1898–1959), chính trị gia (SPÖ), Thị trưởng và công dân danh dự của Schwechat
- Max Stotz (1912–1943), phi công quân sự
- Karl Trabitsch (1929–2003), chính trị gia (ÖVP) và thương nhân
- Viktor Klima (sinh 1947), chính trị gia (SPÖ), Thủ tướng Áo 1997–2000

### Thể thao
- Rudolf Viertl (1902–1981), cầu thủ bóng đá, thi đấu 16 trận cho Áo
- Rudolf Vytlačil (1912–1977), cầu thủ và huấn luyện viên bóng đá Tiệp Khắc
- Walter Skocik (sinh 1940), cựu cầu thủ và huấn luyện viên bóng đá, thi đấu 314 trận và 14 trận cho Áo
- Christopher Dibon (sinh 1990), cầu thủ bóng đá, đã thi đấu hơn 270 trận

## Trong văn hóa đại chúng
Schwechat (với tên gọi Megacity Schwechat) đóng vai trò quan trọng trong bộ phim khoa học viễn tưởng Áo Die Gstettensaga: The Rise of Echsenfriedl.